# Saint-Herblain
Saint-Herblain (bretonsko Sant-Ervlan oz. Sant-Hermelen, gelsko St Erbelaen) je zahodno predmestje Nantesa in občina v zahodnem francoskem departmaju Loire-Atlantique regije Loire. Leta 1999 je naselje imelo 43.726 prebivalcev.

## Geografija
Naselje se nahaja na zahodnem obrobju Nantesa; je njegovo največje predmestje.

## Administracija
Saint-Herblain je sedež dveh kantonov:
- Kanton Saint-Herblain-Vzhod (del občine Saint-Herblain: 24.603 prebivalci),
- Kanton Saint-Herblain-Zahod-Indre (del občine Saint-Herblain, občina Indre: 22.766 prebivalcev).

Oba kantona sta sestavna dela okrožja Nantes.

## Zgodovina
Župnija Saint-Herblain je bila ustanovljena v 7. stoletju.

## Pobratena mesta
- Ndiaganiao (Senegal),
- Sankt-Ingbert (Nemčija),
- Viladecans (Španija),
- Waterford City (Irska).